# Алексєєв Никифор Єфремович
Ники́фор Єфре́мович Алексє́єв (рос. Никифор Ефремович Алексеев; 2 (15) червня 1889, Пляшивцево — 22 квітня 1956) — радянський військовий діяч, генерал-майор танкових військ.

## Біографія
Народився 2 (15) червня 1889 року в селі Пляшивцевому Дорогобузького повіту Смоленської губернії (нині Смоленська область) в селянській родині. Росіянин.
В армії з 1911 року. Учасник Першої світової війни, командир взводу шкільного полку 17-ї кавалерійської дивізії на Північному фронті, вахмістр. З липня 1917 року у Червоній гвардії, начальник загону, потім з листопада 1917 року Дорогобузький повітовий воєнком.
Учасник Громадянської війни у Росії:
- до серпня 1918 року Дорогобузький повітовий воєнний комісар;
- у серпні 1918 — квітні 1919 року — голова Дорогобузької повітової надзвичайної комісії;
- з квітня 1919 року по січень 1920-го — начальник кінної команди 28-го стрілецького батальйону Смоленської ГУБНК;
- з січня по листопад 1920 року — командир кавалерійського ескадрону окремої стрілецької дивізії військ 16-ї армії;
- з листопада 1920 по лютий 1921 року — командир 19-го кавалерійського полку 19-ї стрілецької дивізії;
- з лютого по квітень 1921 року — начальник зведеного бойового загону при 1-шій бойовій ділянці Тамбовської губернії;
- з квітня по листопад 1921 року — командир окремого кавалерійського дивізіону 11-ї окремої кавалерійської бригади.

Після війни, з листопада 1921 року, слухач Військової академії РСЧА.
- з жовтня 1926 по листопад 1931 року (з перервою на навчання з жовтня 1929 по квітень 1930 року) — командир 67-го кавалерійського полку 11-ї (з 1930 року — 10-ї) кавалерійської дивізії;
- з листопада 1931 по січень 1932 року — начальник 1-го сектора автобронетанкових частин ПКВО;
- з вересня 1932 по січень 1934 року — начальник штабу 32-ї механізованої бригади;
- з січня 1934 по січень 1937 року — начальник школи молодшого командного складу 6-ї механізованої бригади, потім — школи молодшого начскладу 11-го механізованого корпусу (з січня 1936 по січень 1937 року в спецвідрядженні, командир окремого бронетанкового полку);
- з грудня 1937 по квітень 1938 року — інспектор автобронетанкових частин 1-го кавалерійського корпусу;
- з квітня по червень 1938 року на аналогічній посаді в 4-му кавалерійському корпусі;
- з червня 1938 по червень 1939 року виконувач посади командира 24-ї легкотанкової бригади;
- з 1939 по 1941 рік — начальник відділу постачання пальним КОВО. 4 листопада 1939 року йому присвоєне військове звання комбрига. Учасник походу в Західну Україну, начальник відділу постачання пальним Українського фронту. Генерал-майор з 4 червня 1940 року (постанова РНК СРСР № 945).

В ході і після німецько-радянської війни:
- до травня 1942 року — начальник відділу постачання пальним Південно-Західного фронту;
- з травня по червень 1942 року виконувач посади окружного інтенданта, а з в червня по серпень 1942 року — окружний інтендант ПКВО;
- з серпня по листопад 1942 року — начальник тилу, а з серпня по листопад 1942 року — заступник командувача з тилу 5-ї танкової армії;
- з листопада 1942 по квітень 1943 року — в розпорядженні Головного управління тилу Червоної армії.
- з квітня 1943 по травень 1946 року — начальник 2-го Ульяновського танкового училища;
- з травня по грудень 1946 року — начальник гвардійського Сиваського танкового училища.

Наказом МВС СРСР № 0960 від 24 грудня 1946 року звільнений у відставку за статтею № 43 (через хворобу).

Могила Никифора Алексєєва

Помер 22 квітня 1956 року. Похований в Києві на Лук'янівському військовому цвинтарі (ділянка № 2).

## Нагороди
Нагороджений:
- ордени: Червоного Прапора РРФСР (1926), три Червоного Прапора (3 листопада 1944, 22 листопала 1944, 21 лютого 1945), Червоної Зірки (16 грудня 1943);
- медалі: «XX років РСЧА»[1].